# Leandro Machado
Leandro Machado (Sapiranga, 15 juli 1963) is een Braziliaans voormalig voetbaltrainer.

## Carrière
In 2003 startte Machado zijn trainerscarrière bij zijn Tokyo Verdy. Hij heeft als hoofdtrainer bij diverse Braziliaanse clubs gewerkt zoals América FC (Minas Gerais), Criciúma EC, Clube Náutico Capibaribe en Chapecoense. 